# Pentathlon moderne aux Jeux olympiques d'été de 2020
Navigation
Rio de Janeiro 2016 Paris 2024
Les épreuves de pentathlon moderne lors des Jeux olympiques d'été de 2020 devaient avoir lieu du 6 au 8 août 2020 à Tokyo, au Japon, et ont été reportées du 5 au 7 août 2021.

## Épreuves
Le pentathlon moderne se compose de cinq épreuves :
- Escrime : la discipline d'escrime utilise l'épée. L'épreuve contient deux compétitions :
  - tour de classement (poule) : la compétition est une épreuve où tous les participants se rencontrent. Chaque assaut dure une minute, avec la première touche gagnante. Si au bout de la minute il n'y a pas de touche, il y a double défaite. Un bon niveau d'escrime international se situe entre 238 et 250 points. Basé sur un pourcentage de victoires, un score de 70 % vaut 250 points. La première victoire rapporte 106 points et chaque victoire en plus ajoute 6 points au total.
  - tour bonus : basé sur le système ladder, il voit s'affronter les deux moins bien classés du tour de poule entre eux. Le vainqueur affronte ensuite le suivant dans la hiérarchie du premier tour, et ainsi de suite jusqu'au vainqueur du premier tour. Chaque victoire dans ce tournoi apporte un point supplémentaire[1].
- Natation : l'épreuve de natation est un 200 mètres nage libre. Les concurrents sont classés selon leur meilleur temps sur la distance. Un bon niveau international masculin correspond à une fourchette de 2 min et 2 min 5 s.
- Équitation : la discipline d'équitation consiste en un saut d'obstacles sur une course de 350 à 450 mètres avec 12 à 15 obstacles. Les concurrents sont associés par tirage au sort à un cheval 20 min avant le début de l'épreuve. Chaque cheval fait au minimum deux fois le tour et au maximum 3 en un temps limité. Il y a également un ou deux chevaux de réserve si un cheval se blesse ou s'il a fait un parcours trop catastrophique le premier tour. Le score est basé sur les pénalités pour barres tombées, refus ou temps limite dépassé.
- Combiné course / tir ou Laser-run : il s'agit de la modification la plus récente du règlement du pentathlon moderne, afin de le rendre plus spectaculaire : le tir et la course à pied, auparavant disputés en deux épreuves distinctes, se trouvent maintenant mêlés en un combiné (depuis les Jeux olympiques d'été de 2012), qui n'est pas sans rappeler le biathlon à ski, dont il s'inspire. L'épreuve de combiné consiste en un cross-country de 3 200 mètres ponctué de 4 arrêts à un stand de tir où les concurrents utilisent un pistolet à tir laser et visent une cible située à 10 mètres. Le premier tir a lieu au départ, le second à 800 mètres de course, le troisième à 1 600 mètres, le dernier à 2 400 mètres. À chaque fois, le pentathlonien doit toucher 5 cibles le plus rapidement possible, en un temps maximum de 1 min 10 s. Les concurrents sont classés selon leurs scores dans les trois premières disciplines et partent avec des temps différents, le leader partant le premier. 1 point correspond à 1 seconde d'écart. La première personne à franchir la ligne d'arrivée est la gagnante du pentathlon.

## Organisation

### Critères de qualification
Trente-six athlètes se qualifient pour les compétitions masculine et féminine, deux maximum par genre et par pays. Parmi les événements qualificatifs pour les épreuves olympiques comptent les championnats du monde de pentathlon moderne 2019 et 2020, les championnats continentaux de l'année 2019 et le classement général de la coupe du monde 2020. Le pays hôte, le Japon, dispose d'une invitation par genre si aucun de ses représentants ne s'est qualifié par les moyens cités précédemment.

### Calendrier
| Août 2021  | Août 2021 | 5 | 5 | 6 | 6 | 6 | 6 | 7 | 7 | 7 | 7 |  |
| ---------- | --------- | - | - | - | - | - | - | - | - | - | - |  |
| Épreuves   |           |   |   |   |   |   |   |   |   |   |   |  |
| Escrime    |           | F | H |   | F |   |   |   | H |   |   |  |
| Natation   |           |   |   | F |   |   |   | H |   |   |   |  |
| Équitation |           |   |   |   |   | F |   |   |   | H |   |  |
| Combiné    |           |   |   |   |   |   | F |   |   |   | H |  |

|  | Femmes |  | Hommes |

## Médaillés
| Épreuves                                  | Or                  | Argent                   | Bronze               |
| ----------------------------------------- | ------------------- | ------------------------ | -------------------- |
| Compétition masculine résultats détaillés | Joseph Choong (GBR) | Ahmed El-Gendy (EGY)     | Jun Woong-tae (KOR)  |
| Compétition féminine résultats détaillés  | Kate French (GBR)   | Laura Asadauskaitė (LTU) | Sarolta Kovács (HUN) |

## Tableau des médailles
| Rang  | Nation          | Or | Argent | Bronze | Total |
| ----- | --------------- | -- | ------ | ------ | ----- |
| 1     | Grande-Bretagne | 2  | 0      | 0      | 2     |
| 2     | Égypte          | 0  | 1      | 0      | 1     |
| 2     | Lituanie        | 0  | 1      | 0      | 1     |
| 3     | Corée du Sud    | 0  | 0      | 1      | 1     |
| 3     | Hongrie         | 0  | 0      | 1      | 1     |
| Total | Total           | 2  | 2      | 2      | 6     |